# 1973 en Norvège
Chronologie de la Norvège
- 1969
- 1970
- 1971
- 1972
- 1973
- 1974
- 1975
- 1976
- 1977

Cet article présente les faits marquants de l'année 1973 en Norvège ou relatifs à la Norvège.

## Gouvernance
- Olav V est roi de Norvège.
- Lars Korvald dirige le gouvernement jusqu'au 12 octobre Trygve Bratteli lui succède.

## Événements
- L'affaire de Lillehammer désigne l'assassinat, le 21 juillet 1973 à Lillehammer (Norvège), par des agents du Mossad, d'Ahmed Bouchikhi, un serveur algéro-maroco-norvégien, frère de Chico Bouchikhi, leader des Gipsy Kings[1], dans le cadre de l'opération Colère de Dieu. Les agents israéliens l'ont confondu avec leur cible, Ali Hassan Salameh, le leader de l'organisation Septembre noir, responsable de la prise d'otages des Jeux olympiques de Munich. Six agents du Mossad sur les quinze directement impliqués dans l'opération sont arrêtés par les autorités norvégiennes et condamnés pour leur implication dans l'assassinat. Cette affaire porte un coup majeur à la réputation du Mossad. Le vrai Salameh est finalement assassiné en 1979 par le Mossad.
- Les élections législatives norvégiennes de 1973 (Stortingsvalet 1973, en norvégien) se sont tenues le 10 septembre 1973, afin d'élire les cent cinquante-cinq députés du Storting pour un mandat de quatre ans.
- 1er janvier : élargissement de la Communauté économique européenne. Le Royaume-Uni, l’Irlande et le Danemark entrent dans la CEE. La Norvège retire sa demande d’adhésion à la suite des résultats négatifs d’un référendum national[2].

## Sport
- La saison 1973 du Championnat de Norvège de football était la 11e édition de la première division norvégienne à poule unique, la Tippeligaen. Les 12 clubs jouent les uns contre les autres lors de rencontres disputées en matchs aller et retour. C'est le Viking Stavanger qui conserve son titre en terminant en tête du championnat. C'est le 3e titre de champion de Norvège de son histoire.

## Naissances
- Naissance en Norvège en 1973

## Décès
- Décès en Norvège en 1973